# Ліуссенс
Ліуссенс (нід. Lioessens, фриз. Ljussens) — село в нідерландській провінції Фрисландія, на узбережжі Ватового моря. Входить до муніципалітету Північно-Східна Фрисландія.
Його площа становить 4,57 км², а населення станом на 2021 рік складало 380 осіб.
Перша згадка про населений пункт датується 1401 роком.

## Галерея

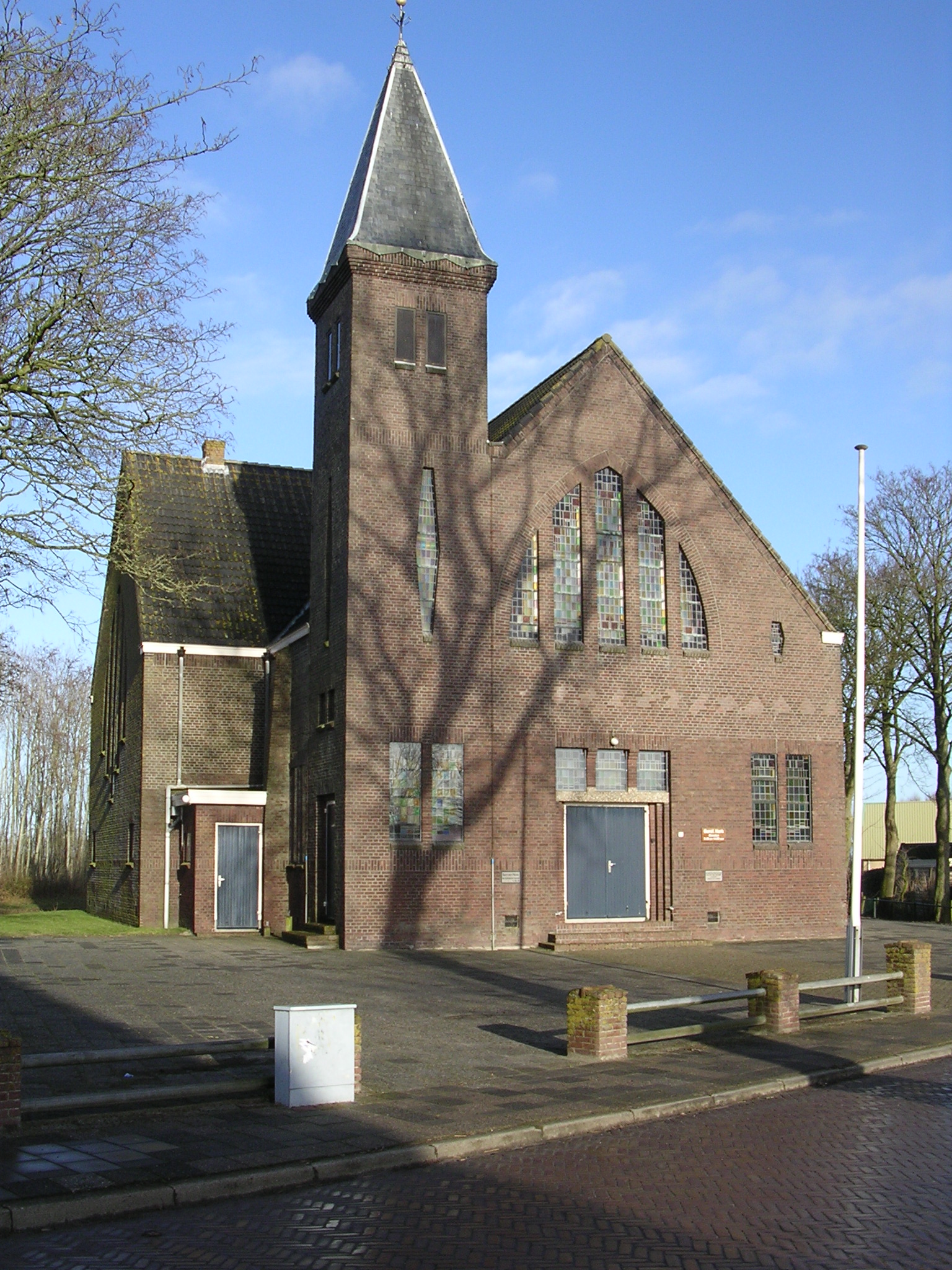
Протестантська церква
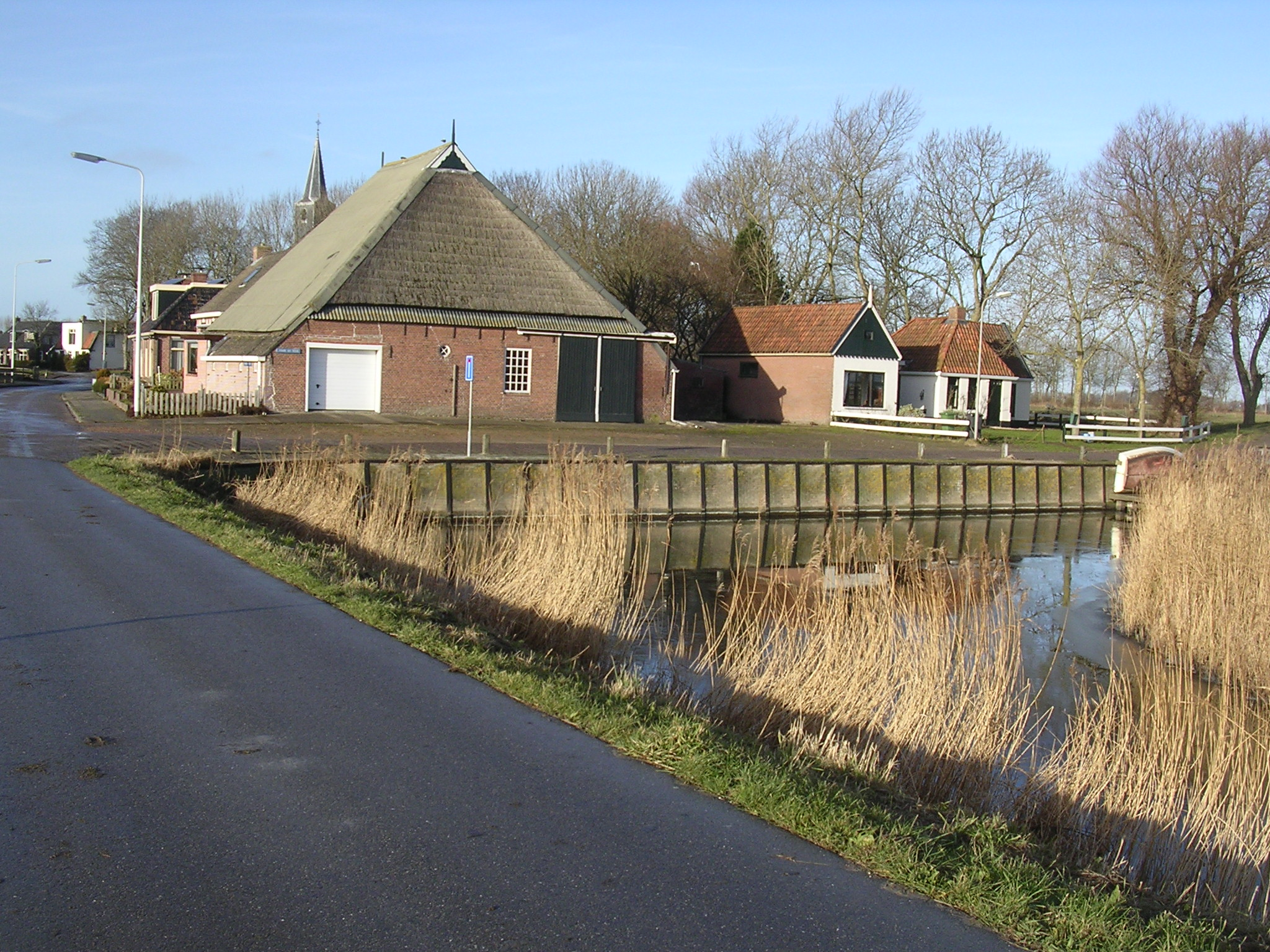
Сільська панорама
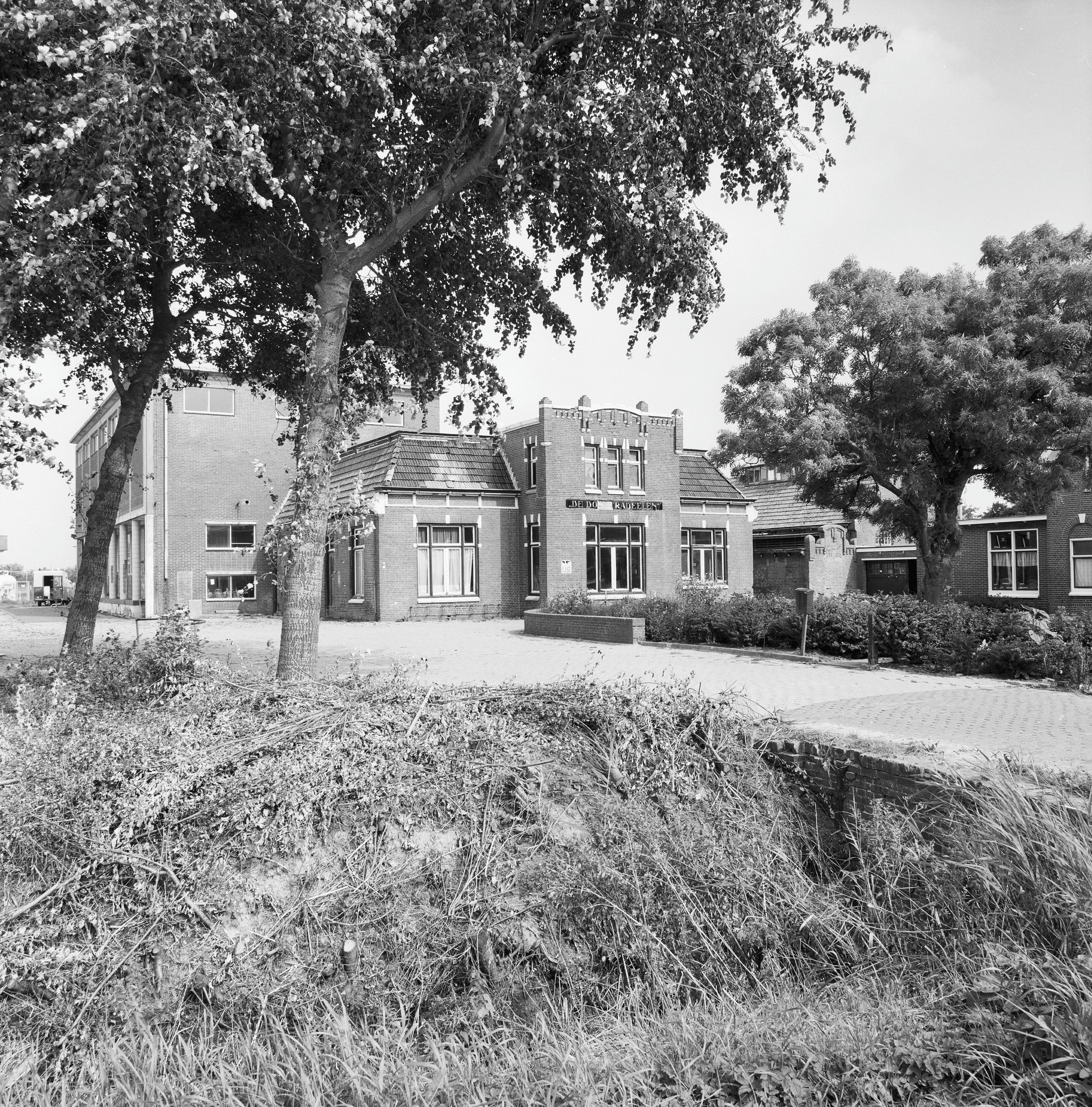
Будівля колишнього молокозаводу